# توفند جولیا (۲۰۲۲)
توفند جولیا (به انگلیسی: Hurricane Julia)، توفند استوایی مرگباری بود که تأثیر قابل توجهی را در آمریکای مرکزی به عنوان یک توفند رده ۱ در اکتبر ۲۰۲۲ ایجاد کرد. این دهمین توفند نامگذاری شده و پنجمین توفند فصل طوفان اقیانوس اطلس در سال ۲۰۲۲، جولیا از یک موج استوایی در شمال اقیانوس اطلس، از اقیانوس اطلس شمالی سرچشمه گرفت. و در ۷ اکتبر به یک طوفان نامی تبدیل شد. این طوفان مسیری جنوبی را در دریای کارائیب طی کرد و در زمانی که به یک طوفان گرمسیری (توفند) تبدیل شد، درست از سواحل ونزوئلا می‌گذشت. تنها یک توفند ثبت شده؛ طوفان گرمسیری برت در سال ۱۹۹۳، تاکنون به سمت جنوب آمریکای جنوبی ردیابی شده‌است. در ۸ اکتبر، به توفند تبدیل شد و به نیکاراگوئه رسید. در ۱۰ اکتبر به عنوان یک توفند گرمسیری در اقیانوس آرام ظاهر شد و تبدیل به هجدهمین طوفان گرمسیری فصل طوفان اقیانوس آرام ۲۰۲۲ و دومین طوفان فصل برای زنده ماندن از تقاطع بین حوضه اقیانوس اطلس و اقیانوس آرام، پس از «بانی» در ماه ژوئیه شد. پس از آن طوفان برای مدت کوتاهی در امتداد سواحل السالوادور حرکت کرد، قبل از اینکه در ۱۰ اکتبر به سمت خشکی حرکت کند و به صورت پسا توفند باقی مانده بر فراز گواتمالا منحرف شود. جولیا باران‌های شدیدی را به همراه داشت که باعث سیل‌های ناگهانی و رانش‌های گِلی مرگباری در شمال ونزوئلا و بیشتر آمریکای مرکزی شد.
| کشور              | تلفات | خسارت‌ها(USD)  |
| ----------------- | ----- | ------------- |
| ترینیداد و توباگو | 1     | ناشناخته      |
| ونزوئلا           | 54    | ناشناخته      |
| کلمبیا            | ۰     | ناشناخته      |
| نیکاراگوئه        | 5     | >$300 million |
| پاناما            | 2     | ناشناخته      |
| هندوراس           | 4     | ناشناخته      |
| السالوادور        | 10    | ناشناخته      |
| گواتمالا          | 14    | ناشناخته      |
| مکزیکو            | 1     | ناشناخته      |
| Total:0           | ۹۱    | $300 million  |

## مراحل آمادگی - اثرها

### ترینیداد و توباگو
در ۵ اکتبر، این آشفتگی باعث شد تا چندین جزیره بادگیر آمریکای جنوبی و سواحل کارائیب رعد و برق شدیدی را به همراه داشته باشند. بیش از ۲ اینچ (۵۱ میلی‌متر) باران در کمتر از نیم ساعت در ترینیداد و توباگو بارید که باعث سیل ناگهانی قابل توجهی شد.آن سیل منجر به یک کشته شد: زنی که قصد عبور از رودخانه را داشت غرق شد.

### ونزوئلا
بارش شدید باران ناشی از طوفان باعث جاری شدن سیل و رانش زمین شد. در لاس تجریاس، در شمال مرکزی ونزوئلا، دست کم ۵۰ نفر جان خود را از دست دادند و ۵۰ نفر ناپدید شدند که گل‌ولای و آوار شهر را در خود غرق کرد. ۳۰۰۰ نفر مددکار برای جستجوی بازماندگان در محل مستقر شدند.

### کلمبیا
مرکز جولیا درست از جنوب جزیره سن آندرس عبور کرد و در شرق نیکاراگوئه به شدت خود رسید. دست کم ۱۷۴ خانه توسط جولیا ویران شد و ۵۲۴۷ خانه و یک مرکز بهداشتی آسیب دیدند. گزارشی از تلفات جانی گزارش نشده‌است.

## آمریکای مرکزی

### هندوراس

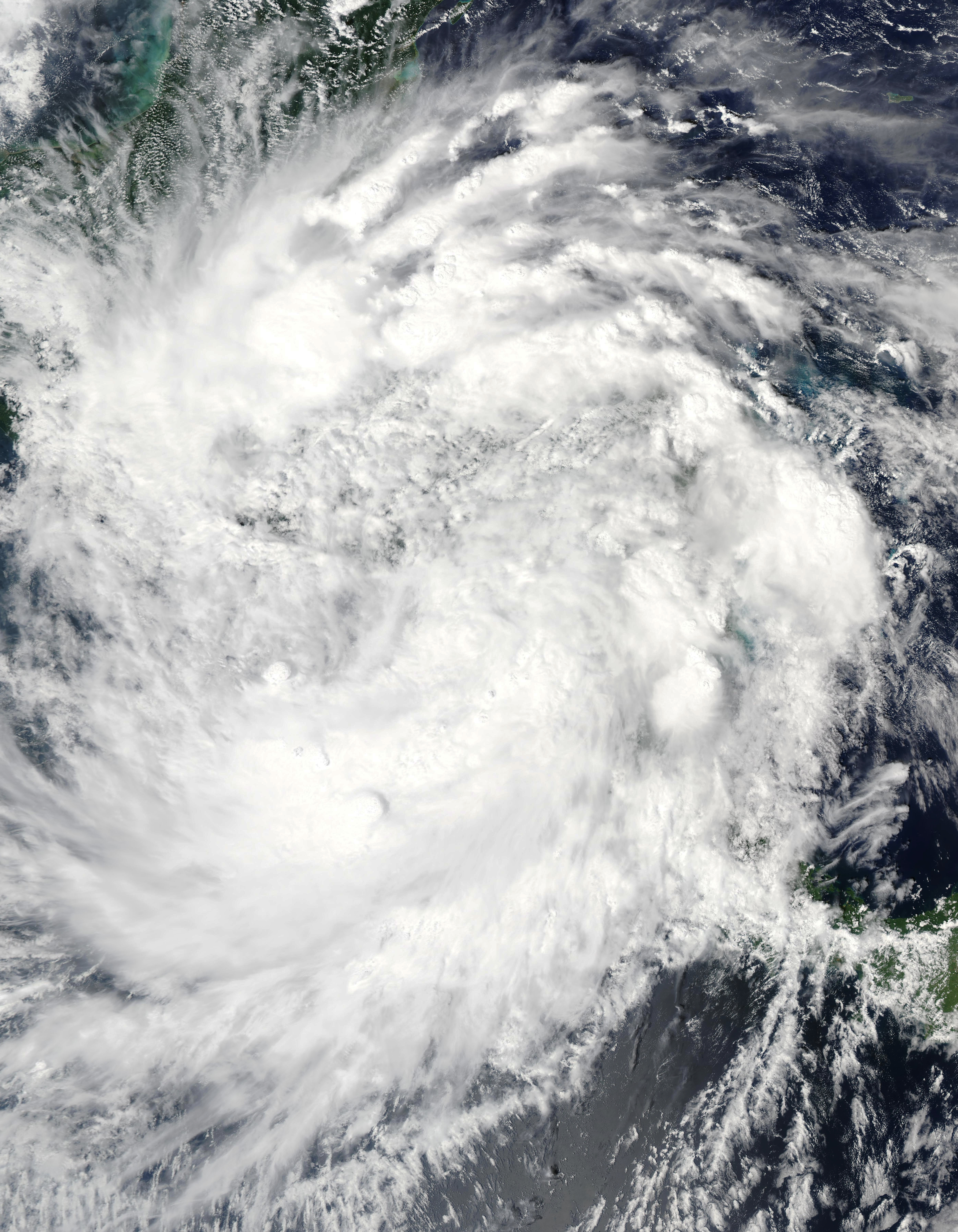
طوفان استوایی جولیا بر فراز نیکاراگوئه در ۹ اکتبر.

دولت هندوراس بیش از ۱۱۳۷ پناهگاه در سراسر کشور افتتاح کرد که ۹۲۰۰ نفر تا ۱۰ اکتبر از آنها استفاده کردند. هشدار قرمز، بالاترین سطح هشدار، برای ۱۰ بخش از ۱۸ بخش هندوراس صادر شد. بسیاری از خانه‌ها در امتداد رودخانه Chamelecón دچار سیل شدند که تا ۱۰ اکتبر به افزایش ادامه داد. باران‌های شدید سطح آب سد La Concepcion و سد Jose Cecilio del Valle را به بالاتر از حداکثر ظرفیت خود رساند. رودخانه اولوآ به ارتفاع ۲۲٫۳ فوت (۶٫۷۹ متر) در نزدیکی سانتیاگو افزایش یافت و از مرحلهٔ هشدار قرمز برای وقوع سیل فراتر رفت. مهم‌ترین تأثیر در استان یورو احساس شد. در سراسر هندوراس، جولیا تا ۱۱ اکتبر چهار نفر را کشت و دو نفر دیگر را ناپدید کرد. در مجموع ۱۰۳۹۶۰ نفر تحت تأثیر قرار گرفتند که ۳۴۱۲ نفر از آنها نیاز به تخلیه داشتند. در مجموع ۲۷۸ خانه ویران شد و ۳۹۷ خانه دیگر متحمل درجات متفاوتی از ویرانی شدند.
رودخانه اولوآ به ارتفاع ۲۲٫۳ فوت (۶٫۷۹ متر) در نزدیکی سانتیاگو افزایش یافت و از مرحلهٔ هشدار قرمز برای وقوع سیل فراتر رفت. مهم‌ترین تأثیر در استان یورو احساس شد. در سراسر هندوراس، جولیا تا ۱۱ اکتبر چهار نفر را کشت و دو نفر دیگر را ناپدید کرد. در مجموع ۱۰۳۹۶۰ نفر تحت تأثیر قرار گرفتند که ۳۴۱۲ نفر از آنها نیاز به تخلیه داشتند. در مجموع ۲۷۸ خانه ویران شد و ۳۹۷ خانه دیگر متحمل درجات متفاوتی از ویرانی شدند.

### نیکاراگوئه
توفند جولیا دست کم ۱ میلیون نفر را در نیکاراگوئه بدون برق گذاشت و ۱۳۰۰۰ خانواده را ناچار به تخلیهٔ خانه‌های خود کرد.

### پاناما
دو نفر در پاناما در نزدیکی مرز با کاستاریکا جان باختند و حدود ۳۰۰ نفر به تخلیه محل سکونت خود نیاز داشتند. The Ministry of Education of Panama suspended classes on October 10. وزارت آموزش و پرورش پاناما در ۱۰ اکتبر کلاس‌ها را تعلیق کرد. در مجموع دو رانش زمین گزارش شده‌است.[۳۵] بر اثر بارش شدید باران، نزدیک به ۸۶۸ نفر تحت تأثیر قرار گرفتند.

### گواتمالا
در مجموع ۴۵۷۳۰۰ نفر در سراسر گواتمالا تحت تأثیر قرار گرفتند که ۱۱۶۵ نفر از آنها نیاز به تخلیه داشتند. حداقل ۱۴ نفر در سرتاسر گواتمالا جان باختند: ۹ نفر در دپارتمان هوهوهوتنانگو و پنج نفر در دپارتمان آلتا وراپاز.

### السالوادور
در ۸ اکتبر، دولت السالوادور به دلیل نزدیک شدن طوفان، هشدار نارنجی را برای کل قلمرو اعلام کرد. ماهیگیری و فعالیت‌های تفریحی در رودخانه‌ها، سواحل و دریاچه‌ها تا ۱۱ اکتبر به حالت تعلیق درآمد. سرپناهی برای ۳۰۰۰ نفر آماده شد.[۳۶] به دلیل طوفان وضعیت اضطراری ملی اعلام شد. دولت به دلیل وزش باد در سراسر قلمرو ملی، هشدار قرمز را برای حفاظت مدنی اعلام کرد. سقوط درختان در شهرداری‌های مختلف گزارش شد که مانع از تردد و آسیب رساندن به خودروها شد.[۳۹] سقوط شاخه‌ها چندین بزرگراه اصلی را مسدود کرد. جاده‌ها نیز در اثر رانش زمین آسیب دیدند. پنج سرباز در کوماساگوا در اثر فروریختن خانه ای که به دنبال آن پناه می‌بردند، جان باختند و یک نفر دیگر مجروح شد. در مجموع، جولیا مسئول ده مرگ در السالوادور بود.